# Schistidium lewis-smithii
Schistidium lewis-smithii là một loài Rêu trong họ Grimmiaceae. Loài này được Ochyra mô tả khoa học đầu tiên năm 2003.